# Jucinara
Jucinara Thaís Soares Paz, mais conhecida como Jucinara (Porto Alegre, 3 de agosto de 1993), é uma jogadora de futebol brasileira que atua como lateral esquerda. Atualmente, joga no Flamengo.